# Parque nacional de Freycinet

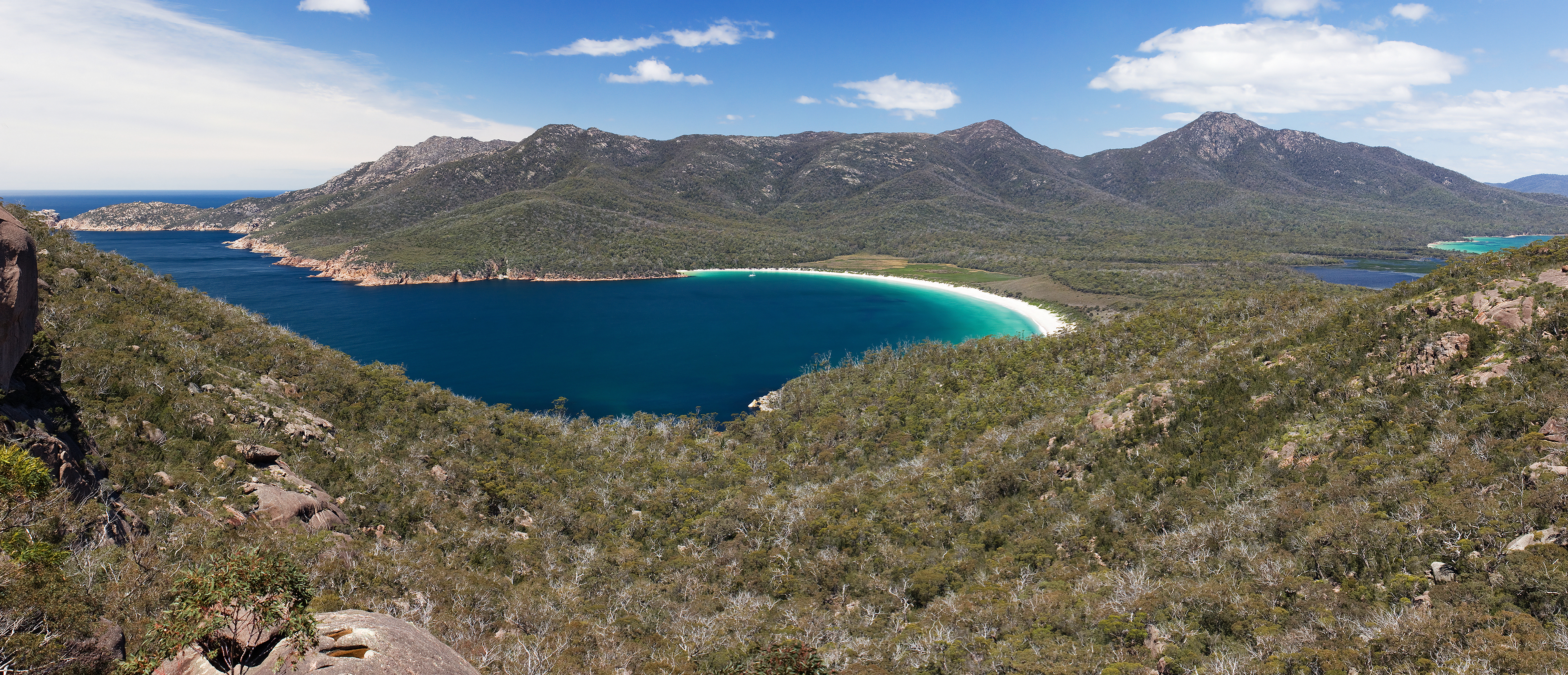
Bahía de la copa de vino desde la cima del Monte Amos.

Freycinet es un parque nacional situado en la costa este de Tasmania, Australia, 125 km al noreste de Hobart, la capital del estado. El parque ocupa buena parte de la península de Freycinet, nombrada así en honor al naviero francés Louis de Freycinet, y de la isla Schouten.
Bordeando el parque nacional se encuentra una pequeña población, Coles Bay, y la ciudad más cercana es Swansea. Freycinet cuenta con parte de la áspera costa de Tasmania e incluye la famosa Wineglass Bay (Bahía de la Copa de Vino), según varias instituciones una de las 10 playas más bellas del mundo. Otros símbolos del parque son sus formaciones de granito rojas y rosas y una cordillera de picos de granito en línea conocidos como "The Hazards".
El parque fue fundado en 1916, el primero de Tasmania junto con el parque nacional del Monte Field.

## Flora
En el parque se encuentran 49 especies endémicas de Tasmania.

## Fauna
Entre los mamíferos que viven en Freycinet se encuentran el pósum de cola de cepillo (Trichosurus vulpecula), el pósum de cola de anillo (Pseudocheiridae), petauro del azúcar (Petaurus breviceps), pósum pigmeo oriental (Cercartetus nanus), pósum pigmeo pequeño (Cercartetus lepidus), erizos, wombats, ratón de Nueva Holanda (Pseudomys novaehollandiae), ratas de pantano (Rattus lutreolus), ratas de agua (Hydromys chrysogaster), canguros rata de Tasmania (Bettongia gaimardi) y canguros rata de hocico largo (Potorous tridactylus). El demonio de Tasmania (Sarcophilus harrisii) era habitual en Freycinet, pero debido al cáncer facial que padecen su densidad ha caído drásticamente.

## Geología
El granito devónico es el tipo de roca más frecuente en el parque. la ortoclasa, un feldespato rosa otorga a las montañas y a las costa su característico tono rosado. También se pueden encontrar micas negras y cuarzo blando. La parte oeste de la isla Schouten está compuesta de doleritas del Jurásico.

## Clima
El parque recibe en promedio 600 mm de lluvia al año y tiene una media de 300 días al año de sol.
| Parámetros climáticos promedio de Friendly Beaches | Parámetros climáticos promedio de Friendly Beaches | Parámetros climáticos promedio de Friendly Beaches | Parámetros climáticos promedio de Friendly Beaches | Parámetros climáticos promedio de Friendly Beaches | Parámetros climáticos promedio de Friendly Beaches | Parámetros climáticos promedio de Friendly Beaches | Parámetros climáticos promedio de Friendly Beaches | Parámetros climáticos promedio de Friendly Beaches | Parámetros climáticos promedio de Friendly Beaches | Parámetros climáticos promedio de Friendly Beaches | Parámetros climáticos promedio de Friendly Beaches | Parámetros climáticos promedio de Friendly Beaches | Parámetros climáticos promedio de Friendly Beaches |
| Mes                                                | Ene.                                               | Feb.                                               | Mar.                                               | Abr.                                               | May.                                               | Jun.                                               | Jul.                                               | Ago.                                               | Sep.                                               | Oct.                                               | Nov.                                               | Dic.                                               | Anual                                              |
| -------------------------------------------------- | -------------------------------------------------- | -------------------------------------------------- | -------------------------------------------------- | -------------------------------------------------- | -------------------------------------------------- | -------------------------------------------------- | -------------------------------------------------- | -------------------------------------------------- | -------------------------------------------------- | -------------------------------------------------- | -------------------------------------------------- | -------------------------------------------------- | -------------------------------------------------- |
| Temp. máx. abs. (°C)                               | 36.4                                               | 37.0                                               | 37.0                                               | 31.4                                               | 24.0                                               | 21.0                                               | 19.0                                               | 23.5                                               | 27.0                                               | 32.7                                               | 35.0                                               | 37.0                                               | 37.0                                               |
| Temp. máx. media (°C)                              | 22.8                                               | 22.6                                               | 21.4                                               | 18.6                                               | 16.1                                               | 14.1                                               | 13.7                                               | 14.7                                               | 16.7                                               | 18.0                                               | 19.5                                               | 21.8                                               | 18.3                                               |
| Temp. mín. media (°C)                              | 13.1                                               | 13.2                                               | 11.8                                               | 9.6                                                | 8.3                                                | 6.4                                                | 5.7                                                | 6.1                                                | 7.5                                                | 8.6                                                | 10.0                                               | 11.6                                               | 9.3                                                |
| Temp. mín. abs. (°C)                               | 6.0                                                | 7.2                                                | 5.3                                                | 1.0                                                | -1.1                                               | 0.0                                                | -0.5                                               | -0.1                                               | 1.2                                                | 1.2                                                | 3.0                                                | 5.5                                                | -1.1                                               |
| Precipitación total (mm)                           | 61.2                                               | 60.3                                               | 53.7                                               | 50.3                                               | 47.0                                               | 36.2                                               | 48.5                                               | 48.7                                               | 33.3                                               | 65.2                                               | 58.8                                               | 36.6                                               | 601.7                                              |
| Fuente: Bureau of Meteorology                      |                                                    |                                                    |                                                    |                                                    |                                                    |                                                    |                                                    |                                                    |                                                    |                                                    |                                                    |                                                    |                                                    |